# 166A busz (Budapest)
A budapesti 166A jelzésű autóbusz Pestszentimre, vasútállomás (Vasút utca) és Ferihegy vasútállomás között közlekedett a XVIII. kerületben a 166-os és a 266-os busz betétjárataként. A vonalat a Budapesti Közlekedési Zrt. üzemeltette.

## Története
A 2008-as paraméterkönyv bevezetése előtt 135-ös jelzéssel közlekedett. 2008. augusztus 21-én a 166-os vonalát a Ferihegy vasútállomásig hosszabbították meg. A 35-ös jelzést az 59-es busz kapta meg, ezért a 135-ös a 166-os busz betétjárata lett 166A jelzéssel. A járaton 2012. január 30-án bevezették az első ajtós felszállási rendet.
A járat 2013. november 3-án megszűnt, az új 236-os és 236A járatok elindítása miatt.

## Útvonala
| Ferihegy vasútállomás felé | Pestszentimre vasútállomás (Vasút utca) felé                                                                                     |
| --- | --- |
| Pestszentimre vasútállomás (Vasút utca) vá. – Vasút utca – Törvény utca – Ady Endre utca – Nemes utca – Királyhágó út – Béke tér – Üllői út – Mednyánszky utca – Bartók Béla utca – Benczúr utca – Üllői út – Béke tér – Nagybánya utca – Nap utca – Bakonybánk utca – Szinyei Merse Pál utca – Ferihegy vasútállomás vá. | Ferihegy vasútállomás vá. – Nagybánya utca – Béke tér – Királyhágó út – Nemes utca – Pestszentimre vasútállomás (Vasút utca) vá. |

## Megállóhelyei
| 0  | Pestszentimre vasútállomás (Vasút utca) végállomás   | 11 | 54, 55, 84E, 89E, 94E, 166, 254E, 266, 294E Pestszentimre |
| 1  | Vasút utca                                           | ∫  | 266                                                       |
| 2  | Vásáros tér                                          | ∫  | 266                                                       |
| 3  | Ady Endre utca                                       | 10 | 84E, 166, 254E, 266                                       |
| 4  | Kisfaludy utca                                       | 9  | 84E, 184, 166, 254E, 266, 284E                            |
| 4  | Damjanich utca                                       | 8  | 166, 254E, 266                                            |
| 5  | Alacskai úti lakótelep                               | 7  | 166, 182, 254E, 266, 282E                                 |
| 6  | Alacskai út / Tölgy utca                             | 7  | 166, 182, 254E, 266, 282E                                 |
| 7  | Kétújfalu utca                                       | 6  | 166, 182, 266, 282E                                       |
| 8  | Halomi út                                            | 5  | 166, 182, 266, 282E                                       |
| 9  | Beszterce utca                                       | 4  | 166, 266                                                  |
| 10 | Béke tér (Királyhágó út) (↓) Béke tér (Üllői út) (↑) | 3  | 166, 193E, 266 50                                         |
| 11 | Háromszéki utca                                      | ∫  | 166, 193E, 266                                            |
| 11 | Gyergyó utca                                         | ∫  | 166, 193E, 266                                            |
| 12 | Benczúr utca                                         | ∫  | 166, 193E, 266                                            |
| 13 | Pestszentlőrinc, Mednyánszky utca                    | ∫  | 166, 193E, 266                                            |
| 14 | Üllői út                                             | ∫  | 166, 193E, 266                                            |
| 15 | Dávid Ferenc utca                                    | ∫  | 166, 193E, 266                                            |
| 15 | Rába utca                                            | ∫  | 166, 193E, 266                                            |
| 16 | Béke tér (Nagybányai utca)                           | 2  | 166, 193E, 266 50                                         |
| 17 | Duna utca                                            | 1  | 166, 266                                                  |
| 19 | Ferihegy vasútállomás végállomás                     | 0  | 166, 200E, 266 Helyközi buszok Ferihegy                   |